# Tufão Haima
O tufão Haima, conhecido nas Filipinas como supertufão Lawin, foi o terceiro ciclone tropical mais intenso do mundo em 2016. Foi a vigésima segunda tempestade nomeada e o décimo primeiro tufão da temporada anual de tufões. Impactando as Filipinas menos de 3 dias após o tufão Sarika, Haima formou-se a partir de um distúrbio tropical a sudoeste de Chuuk em 14 de outubro, evoluindo para uma tempestade tropical no dia seguinte. O fortalecimento constante ocorreu nos dias seguintes ou dois, enquanto seguia para o oeste em direção às Filipinas. Depois de formar um olho logo após ser atualizado para um tufão, Haima começou a se fortalecer rapidamente e acabou se tornando um super tufão em 18 de outubro. Mais tarde, atingiu seu pico de intensidade como um ciclone tropical equivalente à categoria 5 antes de enfraquecer ligeiramente. Mais tarde, Haima atingiu a costa no final de 19 de outubro como uma tempestade equivalente à categoria 4. O rápido enfraquecimento ocorreu à medida que interagia com as massas de terra até entrar no Mar da China Meridional como um tufão fraco. Ele formou um grande olho irregular mais uma vez e permaneceu estável em intensidade até atingir a China em 21 de outubro. Enfraqueceu abaixo da intensidade do tufão e tornou-se extratropical em 22 de outubro. O ciclone derivou para o nordeste e depois para o leste antes de emergir sobre a água novamente, mas acabou se dissipando em 26 de outubro.
19 pessoas foram mortas por Haima e os totais de danos foram estimados em mais de US $ 970 milhões. A tempestade forçou o cancelamento de várias centenas de voos nas Filipinas, Hong Kong e China. Antes da tempestade, vários abrigos foram montados pelo governo nas áreas próximas à China para atender às pessoas afetadas. Devido aos danos causados pela tempestade nas Filipinas e na China, os nomes Haima e Lawin foram retirados de suas respectivas listas de nomes em 2017.

## História meteorológica
Durante o dia 13 de outubro, o Joint Typhoon Warning Center (JTWC) dos Estados Unidos começou a monitorar um distúrbio tropical, que se desenvolveu cerca de 705 km ao sul-sudeste da Base Aérea de Anderson em Guam. O sistema estava localizado em um ambiente favorável para um maior desenvolvimento, com baixo cisalhamento vertical do vento, temperaturas quentes da superfície do mar e seus canais de saída duplos sendo aprimorados por uma célula TUTT localizada a noroeste. Durante esse dia, o sistema moveu-se para noroeste sob a influência de uma crista subtropical de alta pressão ao seu norte e desenvolveu rapidamente um centro de circulação de baixo nível. Durante o dia 14 de outubro, o JTWC e a Agência Meteorológica do Japão (JMA) classificaram o distúrbio como uma depressão tropical, enquanto estava localizado nas Ilhas Carolinas cerca de 700 km ao sul de Guam. Durante aquele dia, o centro de circulação de baixo nível da depressão continuou a se consolidar rapidamente, enquanto bandas de convecção atmosférica se formaram e envolveram o centro. Como resultado, tanto o JMA quanto o JTWC relataram que a depressão havia se transformado em uma tempestade tropical, com o JMA batizando-o de Haima em homenagem à palavra chinesa para cavalo-marinho.
Imediatamente após o JMA indicar que Haima havia se intensificado em uma forte tempestade tropical às 00:00 UTC de 16 de outubro, o JTWC o atualizou para um tufão por causa da melhoria das bandas; seis horas depois, o JMA também atualizou Haima para um tufão, aproximadamente 140 km a nordeste de Yap. Seguindo para oeste-noroeste ao longo de uma cordilheira subtropical ao norte, Haima começou a formar um olho. O tufão entrou na Área de Responsabilidade das Filipinas no início de 17 de outubro e recebeu o nome de Lawin da PAGASA, pouco antes de se aprofundar ainda mais com um olho bem delineado. Mais tarde, ocorreu um ciclo de substituição da parede do olho, pois as imagens de satélite de microondas revelaram um anel interno sólido de convecção profunda com um anel externo secundário.

Loop de satélite infravermelho do tufão Haima atingindo o norte de Luzon em 19 de outubro

Haima completou o ciclo de substituição da parede do olho na manhã de 18 de outubro. Neste momento, o JTWC o atualizou para um super tufão. Várias horas depois, Haima apresentou uma estrutura espiral altamente simétrica e bem enrolada um olho de 55 km de largura. Havia uma característica anticiclone proeminente ao norte bloqueando o canal de escoamento usual em direção aos polos, mas dada a aparência impressionante, a restrição ao fluxo aparentemente estava tendo impacto limitado. Localizado em uma área de temperaturas quentes da superfície do mar perto de 30 ºC, Haima atingiu o pico de intensidade por volta das 18:00 UTC, com a pressão central em 900 hPa (26,58 inHg) e ventos máximos sustentados de dez minutos em 215 km/h (130 km/h). Essa intensidade fez do Haima o segundo ciclone tropical mais intenso do Noroeste do Oceano Pacífico em 2016, depois do tufão Meranti. Simultaneamente, o JTWC estimou ventos máximos sustentados de um minuto em 270 kph, equivalente à categoria 5 na escala Saffir-Simpson. À medida que Haima continuou se aproximando e interagindo com Lução em 19 de outubro, a convecção do núcleo tornou-se alongada com outro ciclo de substituição da parede do olho, levando a uma tendência de enfraquecimento e a um olho cheio de nuvens. O JTWC rebaixou Haima para um tufão equivalente à categoria 4 com ventos sustentados de 1 minuto de 220 km/h. Posteriormente, o sistema atingiu sobre Peñablanca, Cagayan das Filipinas às 23:00 PST (15:00 UTC).
Quando Haima entrou no Mar da China Meridional pouco antes das 08:00 PST (00:00 UTC) em 20 de outubro, o tufão havia enfraquecido significativamente, mas ficou maior. Embora Haima tenha se deteriorado gradualmente com a diminuição do conteúdo de calor do oceano, o sistema logo recuperou uma irregularidade no olho de 150 km de largura. As condições ambientais neste momento incluíam aumento do cisalhamento vertical do vento, ligeiramente compensado por bons canais de escoamento duplo. Virando para norte-noroeste ao longo da periferia de uma cordilheira subtropical posicionada ao norte e leste, Haima atingiu o condado de Haifeng, Shanwei na província de Guangdong na China às 12:40 CST (04:40 UTC) em 21 de outubro. Várias horas depois, Haima enfraqueceu em uma forte tempestade tropical devido ao terreno acidentado, e o JTWC emitiu seu alerta final sobre o sistema. O sistema enfraqueceu ainda mais em uma tempestade tropical às 12:00 UTC e, finalmente, uma depressão tropical na província de Jiangxi às 18:00 UTC.
Por volta das 08:00 CST (00:00 UTC) de 22 de outubro, Haima tornou-se extratropical e acelerou para nordeste. Emergindo na Baía de Hangzhou pouco antes das 20:00 CST (12:00 UTC), a baixa entrou no Mar da China Oriental e virou para o leste. O sistema evoluiu para uma baixa de força de vendaval perto das Ilhas Tokara no início de 23 de outubro. Seguindo para o leste ao sul do Japão, o sistema enfraqueceu em uma baixa abaixo da força do vendaval por volta de 420 km a leste de Chichijima, por volta das 09:00 JST (00:00 UTC) em 25 de outubro. Em seguida, vagou pela área e se dissipou no início de 26 de outubro.

## Impacto

### Filipinas
Durante a passagem de Haima, o Sinal 5 foi dado pelo PAGASA. De acordo com o Conselho Nacional de Redução e Gestão de Riscos de Desastres (NDRRMC), Haima matou 18 pessoas no total e os danos chegaram a ₱ 3,74 bilhões (US $ 77,6 milhões).

### Sinal público de alerta de tempestade mais alto

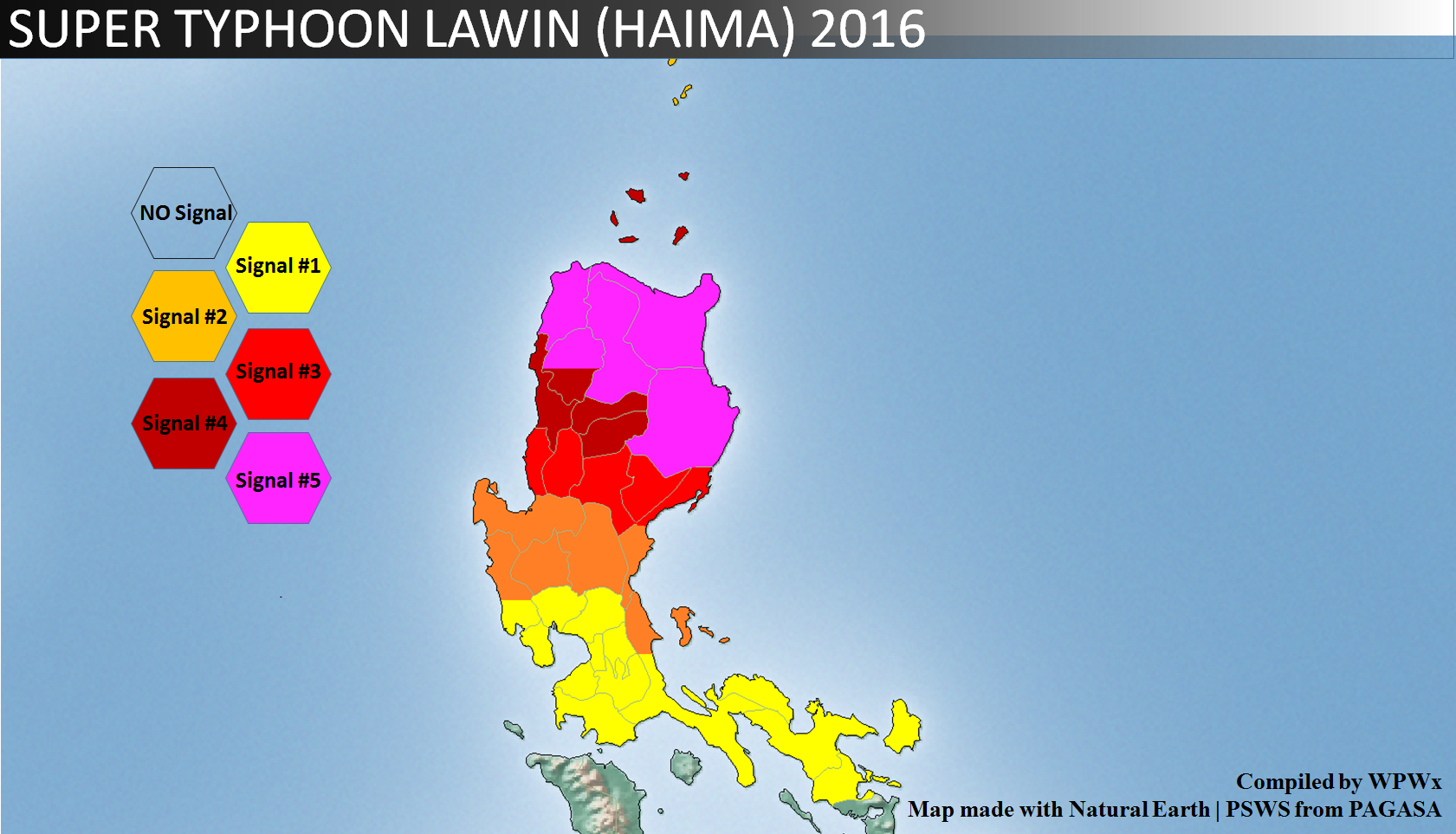
Maior PSWS levantado pela PAGASA nas Filipinas em relação ao super tufão Lawin (Haima)

| PSWS# | Lução | Visayas | Mindanau |
| ----- | --- | ------- | -------- |
| 5     | Cagayan, Isabela, Apayao, Kalinga, Porção norte de Abra, Ilocos Norte                                                                                            | Nenhum  | Nenhum   |
| 4     | Ilocos Sul, Resto de Abra, Província Mt., Ifugao, Grupo de Ilhas Calayan                                                                                         | Nenhum  | Nenhum   |
| 3     | La Union, Benguet, Nueva Vizcaya, Quirino, Porção norte de Aurora                                                                                                | Nenhum  | Nenhum   |
| 2     | Batanes, Pangasinan, Resto de Aurora, Tarlac, Nueva Ecija, Porção Norte de Zambales, Porção Norte de Quezon incluindo a Ilha Polillo                             | Nenhum  | Nenhum   |
| 1     | Metro Manila, Resto de Zambales, Bulacan, Bataan, Pampanga, Rizal, Resto de Quezon, Cavite, Laguna, Batangas, Camarines Norte, Camarines Sul, Catanduanes, Albay | Nenhum  | Nenhum   |

### Hong Kong

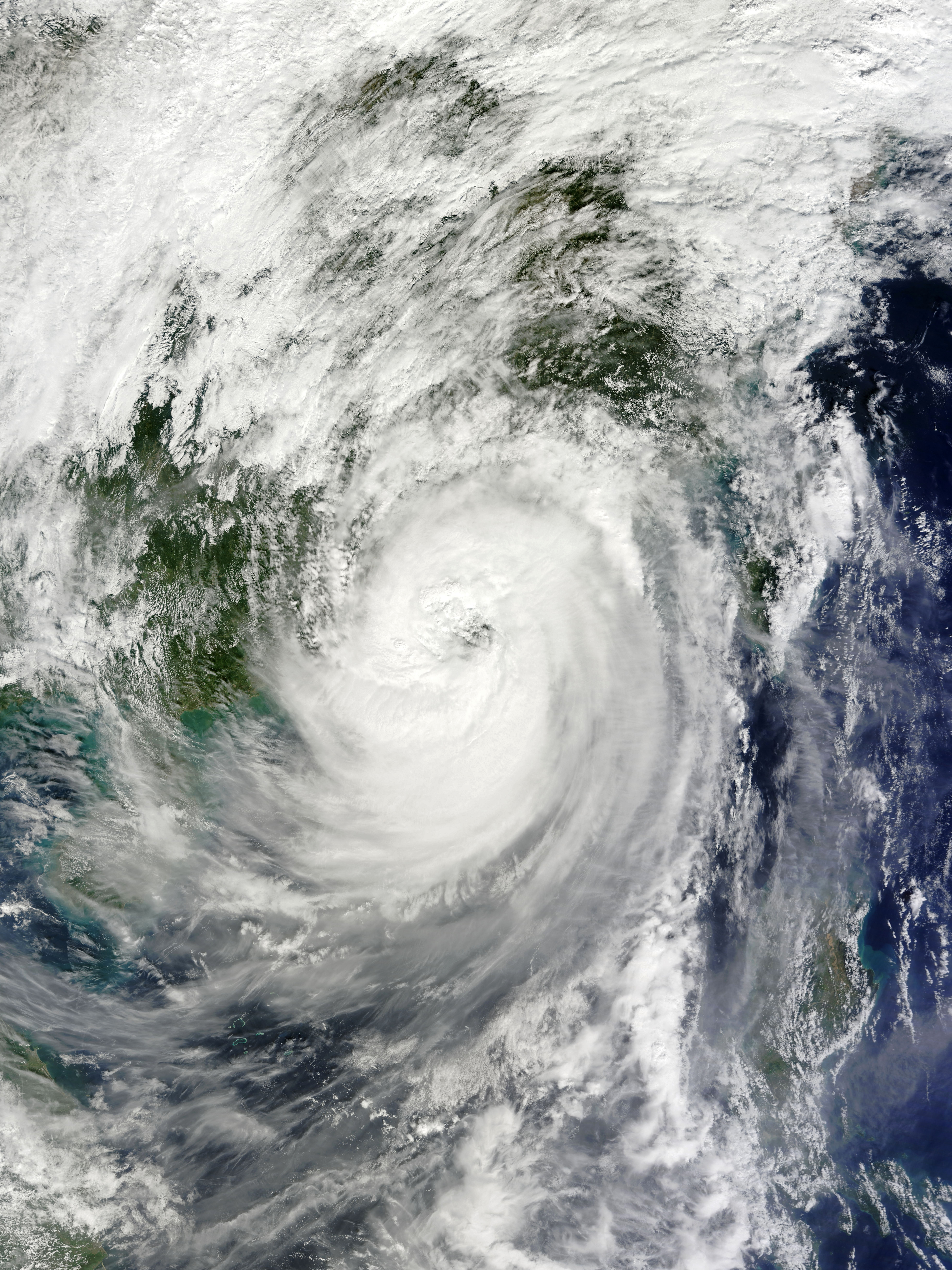
O tufão Haima atingiu a costa de Guangdong, na China, em 21 de outubro

A aproximação de Haima levou o Observatório de Hong Kong a emitir o Sinal de Tempestade No. 8 Vendaval; escolas e empresas foram suspensas e estradas e caminhos ficaram vazios quando Haima passou perto de 110 km leste-nordeste da cidade no início da tarde de 21 de outubro. “Como a parte ocidental da parede do olho de Haima fica bem perto de Hong Kong, os vendavais afetarão o território por algum tempo”, disse o observatório, alertando o público para evitar a orla devido ao mar agitado. No entanto, muitos moradores ignoraram o aviso e assistiram à tempestade. Haima trouxe fortes chuvas e rajadas de até 105 quilômetros por hora, quando as ondas quebraram e inundaram as estradas costeiras e as árvores foram derrubadas pelos ventos. Mais de 700 voos dentro e fora de Hong Kong foram cancelados, as negociações na bolsa de valores da cidade foram interrompidas em 21 de outubro e os serviços de balsa, como o famoso Star Ferry de Hong Kong, foram cancelados. Todos os serviços de bus foram interrompidos e os trens subterrâneos foram reduzidos. Mais de 20 abrigos foram montados pelo governo em preparação para a tempestade. Uma pessoa foi morta e os danos totalizaram HK$ 5 bilhões (US$ 644,7 milhões).

### Macau
A aproximação de Haima levou o Gabinete Meteorológico e Geofísico de Macau a emitir, pela primeira vez em 2016 o sinal nº 8 de ciclone tropical às 08:30, hora local. No entanto, os ventos em Macau eram muito mais fracos do que na vizinha Hong Kong, já que as intensas bandas de chuva associadas a Haima quase não atingiram o território. O sinal nº 3 acabou sendo emitido para substituir o sinal nº 8 às 15h30. O SMG explicou mais tarde que, como Haima assumiu uma rota mais para leste durante o dia 21 de outubro, as intensas bandas de chuva e vendavais associadas que deveriam afetar Macau acabaram não afetando o território diretamente.

### China continental
As perdas econômicas totais no sul da China foram calculadas em ¥ 1,69 bilhões (US$ 249,9 milhões).

## Retirada do nome
Em 26 de outubro, a PAGASA anunciou que o nome Lawin será removido de suas listas de nomes porque causou mais de ₱ 1 bilhão em danos e aumentou os danos causados pelo tufão Karen. Em 17 de janeiro de 2017, a PAGASA escolheu o nome Leon para substituir Lawin na temporada 2020.
Durante a 49ª sessão anual do ESCAP/WMO Typhoon Committee em 2017, eles anunciaram que o nome Haima será removido das listas de nomes. Em março de 2018, o Comitê do Tufão escolheu Mulan como seu nome substituto.